# マルセリーヌ (小惑星)
マルセリーヌ (1730 Marceline) は小惑星帯（メインベルト）に位置する小惑星。フランスの女性天文学者、マルグリット・ロージェがニース天文台で発見した。
アンドレ・ジッドの小説『背徳者』のヒロインから命名された。